# Municipio de Pétrich
El municipio de Pétrich (búlgaro: Община Петрич) es un municipio búlgaro perteneciente a la provincia de Blagoevgrad. Se ubica en la esquina suroccidental del país, limitando al oeste con Macedonia del Norte y al sur con Grecia.

## Demografía
En 2011 tiene 54 006 habitantes, de los cuales el 85,8% son étnicamente búlgaros y el 5,13% gitanos. Su capital es Pétrich, donde vive la mitad de la población municipal.

## Localidades
Comprende la ciudad de Pétrich y los siguientes pueblos:
| - Baskaltsi - Belasitsa - Bogoroditsa - Borovichene - Chuchuligovo - Churilovo - Churicheni - Dolene - Dolna Krushitsa - Dolna Ribnitsa - Dolno Spanchevo - Dragush - Drangovo - Drenovitsa - Drenovo - Gabrene - Gega - General Todorov - Gorchevo - Ivanovo - Karnalovo - Kavrakirovo - Kamena - Kapatovo - Kladentsi - Klyuch - Kolarovo | - Krandzhilitsa - Kromidovo - Kukurahtsevo - Kulata - Marikostinovo - Marino Pole - Mendovo - Mitino - Mihnevo - Novo Konomladi - Parvomay - Pravo Bardo - Ribnik - Rupite - Razhdak - Samuilova Krepost - Samuilovo - Skrat - Starchevo - Strumeshnitsa - Tonsko Dabe - Topolnitsa - Vishlene - Volno - Yavornitsa - Yakovo - Zoychene |